# Mycena pura
Mycena pura (Pers.) P. Kumm. è un fungo saprofita della famiglia Mycenaceae. Si distingue per le colorazioni del cappello grigio-rosa e per il gambo ingrossato alla base e dello stesso colore del cappello. È tossico e ad alte dosi provoca allucinazioni

## Descrizione
Il cappello è di 2-6 cm, all'inizio è conico campanulato, poi diventa piano-convesso, possiede un umbone ottuso, igrofano, cioè che cambia colore quando assorbe o perde umidità. Il cappello è inoltre liscio, striato per trasparenza al margine e di colore variabile, può essere bianco, grigio, rosato o viola, è spesso più scuro al centro. Le lamelle sono di colore bianco-grigio, adnate, fitte, ventricose ed unite da venature. Il gambo è di 4-8 x 0,3-0,8 cm, di forma cilindrica, più largo alla base, cavo, fragile, liscio, lucido, di colore variabile può essere bianco, grigio , rosa o viola. La Carne è bianco-grigia, acquosa, con sapore farinoso ed odore simile al rafano. Le spore sono oblunghe, grandi 7-9 × 3,5-5 µm.

## Commestibilità
M. pura è velenoso, la sua ingestione provoca la sindrome muscarinica. I sintomi compaiono entro un paio d’ore dall'ingerimento, durano dalle 2 alle 4 ore, e si esauriscono del tutto in 6 ore. La tossina responsabile dell’avvelenamento è la muscarina, a seconda delle quantità cambiano gli effetti.

## Habitat
M. pura cresce nei boschi di conifere e di latifoglie tra le foglie in decomposizione o comunque tra i detriti vegetali, solitamente in piccoli gruppi, dalla primavera fino all’inizio dell’inverno.